# August Brehm

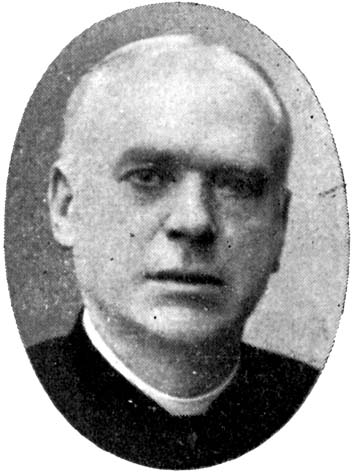
Prälat August Brehm

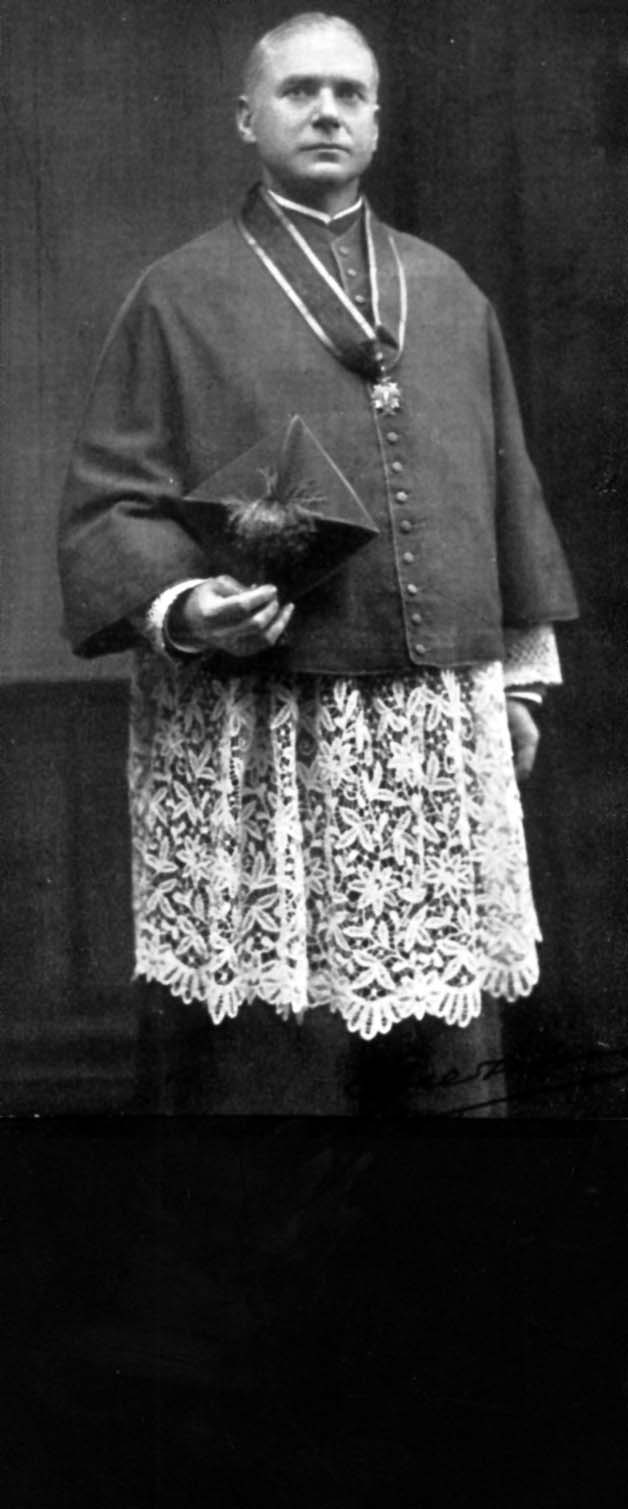
August Brehm als Domdekan, ca. 1910

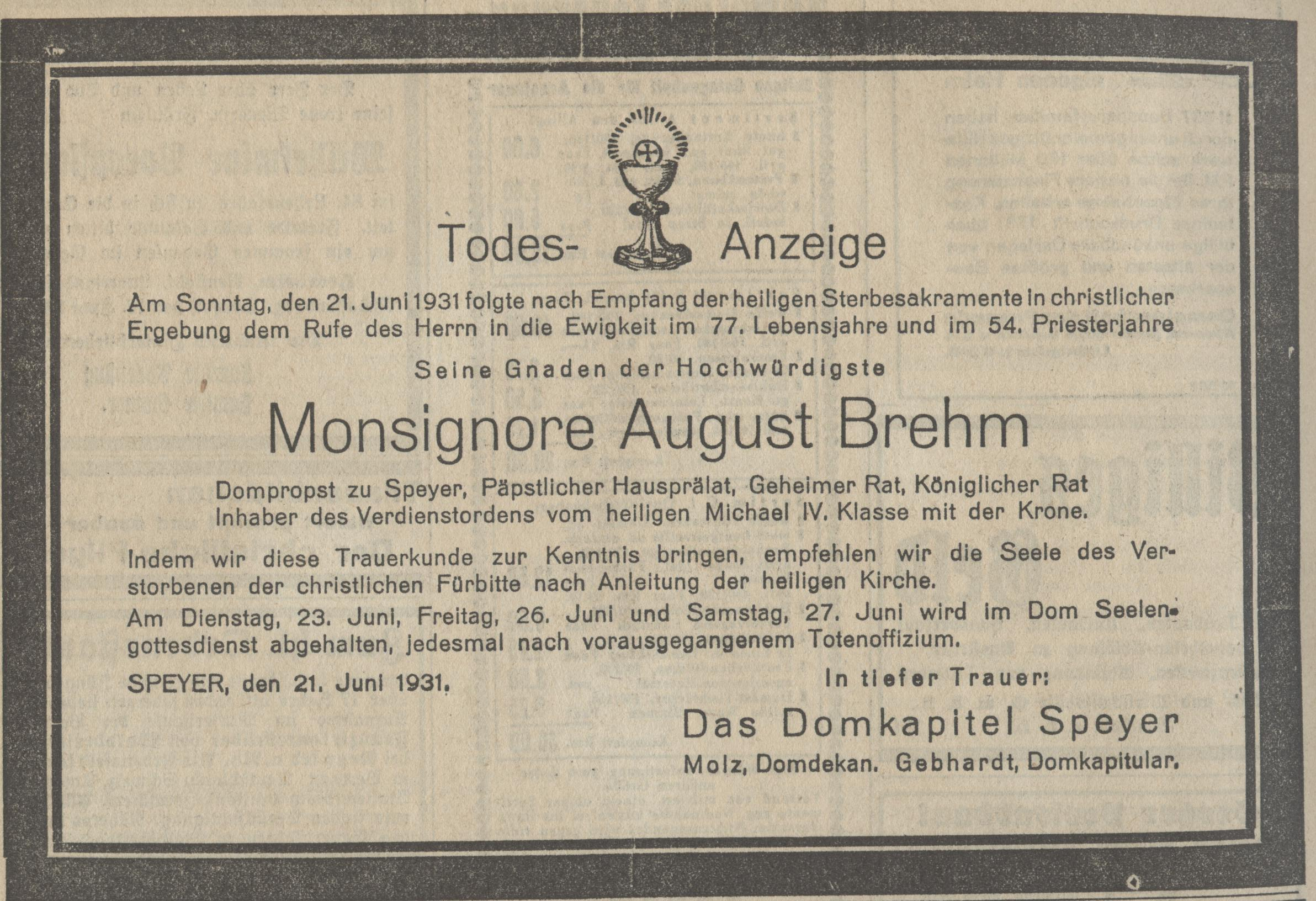
Todesanzeige Prälat August Brehm, Der Pilger. Nr. 26, 1931

August Brehm (* 15. Oktober 1854 in Pirmasens; † 21. Juni 1931 in Speyer) war ein katholischer Priester, Domkapitular, Domdekan und Dompropst der Diözese Speyer sowie Päpstlicher Hausprälat. Wegen seiner dezidierten Gegnerschaft zur Separatistenherrschaft in der Autonomen Pfalz wurde er später zum Geheimrat des Freistaates Bayern ernannt.

## Herkunft und Werdegang
August Brehm wurde als Sohn einer Beamtenfamilie in Pirmasens geboren. In Neustadt an der Weinstraße und Speyer besuchte er das Gymnasium. Nach einem hervorragenden Abiturabschluss begann er seine Studien am Germanicum in Rom. Diese musste er jedoch krankheitsbedingt abbrechen, um sie später in Würzburg und Eichstätt fortzusetzen. Während seines Studiums wurde er 1872 Mitglied der KDStV Markomannia Würzburg im CV. In Eichstätt erhielt Brehm am 24. August 1877 die Priesterweihe.
Danach wirkte er von 1877 bis 1882 als Kaplan seiner Heimatdiözese Speyer, in Homburg, Landau, Deidesheim und Pirmasens. 1883 übernahm August Brehm die Pfarrei Großkarlbach bei Grünstadt, die er bis 1889 innehatte und wo er gleichzeitig als Distriktsschulinspektor amtierte. Von 1889 bis 1909 war Brehm Stadtpfarrer und ebenfalls Distriktsschulinspektor in Landau. Dort ließ er die Marienkirche erbauen, nach dem Speyerer Dom das größte Gotteshaus des Bistums.
Am 24. September 1909 ernannte Prinzregent Luitpold von Bayern den Priester zum Domkapitular und Domdekan in Speyer. Als Domherr in der Bistumsleitung wurde Brehm vielfältig eingesetzt. Er wirkte u. a. als Offizial, Referent für das kirchliche Bauwesen und Vorstand diverser Kirchengremien. Außerdem avancierte er zum königlichen Geistlichen Rat und fungierte als Direktor des Allgemeinen Geistlichen Rates der Diözese. Papst Benedikt XV. ernannte August Brehm am 31. Januar 1918 zum Dompropst. Der Geistliche trug auch den Titel eines Päpstlichen Hausprälaten mit der Anrede „Monsignore“ und war Inhaber des bayerischen Verdienstordens vom Heiligen Michael IV. Klasse mit Krone.
Zur Zeit der Separatistenherrschaft, in der sogenannten Autonomen Pfalz, 1923/24, trat der Speyerer Domherr wegen seiner Treue zum Freistaat Bayern hervor und sollte von der separatistischen Regierung ausgewiesen werden, wozu es jedoch nicht mehr kam. Brehm war einer der prominentesten Gegner der Separatisten und wurde von ihnen drangsaliert und bespitzelt. Nach Wiederherstellung der legitimen Staatsordnung zeichnete die bayerische Regierung den unbeugsamen Dompropst mit dem Ehrentitel eines staatlichen Geheimrates aus.
August Brehm kränkelte ab dem 75. Lebensjahr und starb 76-jährig in Speyer. An der Beerdigung, die am 23. Juni 1931 in Speyer stattfand, nahmen u. a. Bischof Ludwig Sebastian und Regierungspräsident Theodor Pfülf teil.